# Nhà máy Vodka Warszawa "Koneser"
Nhà máy Vodka Warsaw "Koneser" (tiếng Ba Lan: Warszawska Wytwórnia Wódek "Koneser") là một tổ hợp nhà máy gồm các tòa nhà theo kiến trúc tân cổ điển từ cuối thế kỷ XIX nằm ở Praga, quận lịch sử của Warsaw.

## Vị trí
Tổ hợp nhà máy có diện tích khoảng 50.000 m2 (540.000 foot vuông) và được bao quanh bởi Phố Ząbkowska, Nieporęcką, Białostocka và Markowska từ mọi phía. Nhà máy Vodka Warsaw "Koneser" đã được thành lập thay cho Khu nông trại Szmulowizna, ở trung tâm của cái gọi là Old Praga.

## Kiến trúc
Nhà máy này là một ví dụ đặc biệt của kiến trúc công nghiệp châu Âu từ cuối thế kỷ 19 và đầu thế kỷ XX. Các tòa nhà gạch đỏ đại diện cho phong cách kiến trúc Gothic - cửa sổ hẹp, đặc trưng của các,ái đua thời đại đó, tháp vuông góc và trần vòm. Các cổng chính từ đường phố Ząbkowska là vẻ đẹp đặc biệt. Thiết kế kiến trúc được quy cho L. Lewadowski và K. Loeweg. Nhiều tòa nhà thuộc khu phức hợp Koneser sống sót sau Chiến tranh thế giới thứ hai.

## Lịch sử

### Xây dựng khu phức hợp
Các tòa nhà lâu đời nhất của tổ hợp nhà máy Koneser được thành lập vào năm 1895-1897. Ban đầu, có hai nhà máy riêng biệt trong khuôn viên của nhà máy: Warsaw Rectization (một thực thể kinh tế tư nhân được thành lập theo sáng kiến của Hiệp hội chưng cất và bán rượu mạnh Warsaw của Ba Lan) và Kho lưu trữ rượu vang Warsaw (tiếng Nga: Quan trọng nhất - một công ty thuộc sở hữu của chính phủ Nga. Cả hai nhà máy vẫn hợp tác chặt chẽ bổ sung cho nhau. Nhà máy cũ trước chịu trách nhiệm chưng cất rượu và nhà máy mới sản xuất đồ uống có cồn.
Năm 1919, Độc quyền Rượu Quốc gia nắm quyền kiểm soát tổ hợp nhà máy Koneser. Mãi đến năm 1936, Chính sách Warsaw được chính thức mua từ chủ sở hữu tư nhân, do đó biến nó thành một tập đoàn thuộc sở hữu của chính phủ. Trong khuôn viên của tổ hợp nhà máy được sử dụng bao gồm nhà kho, nhà nồi hơi, nhà xưởng cũng như các tòa nhà dân cư và một trường học. Đất để xây dựng tổ hợp nhà máy được mua từ Emil Bruhl, gia đình ông đã mua lại mảnh đất từ hậu duệ của Szmul Zbytkower. Nhà máy Koneser là một trong những nhà máy sản xuất công nghệ tiên tiến nhất và là nhà máy điện khí hóa đầu tiên ở Warsaw. Nó được trang bị một loạt các thiết bị phụ trợ như nồi hơi, động cơ hơi nước và cồn, máy đóng chai vodka, thang máy thủy lực và điều khiển bằng tay cũng như hệ thống bên trong của xe sắt. Nhà máy thậm chí còn có một mặt riêng, tức là một tuyến đường sắt ngắn cho phép tiếp cận với tuyến chính của Ga xe lửa Wileński. Với việc chủ sở hữu Chỉnh lưu Warsaw nhà máy đã cam kết tự mình chưng cất một triệu thùng rượu mỗi năm, chỉ cho thấy sự tiến bộ của nhà máy.

### 1919-1945
Thời kỳ giữa 2 cuộc chiến tranh là thời hoàng kim của nhà máy. Trong thời gian đó, nhà máy đã thuê hơn 400 người, và năng lực sản xuất của nó đạt tổng cộng một phần tư triệu chai vodka mỗi ngày. Tổ chức này, hoạt động dưới tên của National Spirit Monopoly - Spirit Rectization và Vodka Production trong những năm hai mươi của thế kỷ XX đã tạo ra các thương hiệu vodka dễ nhận biết trên toàn cầu như: Wyborowa, Luksusowa, Żubrówka, ytniówka và Siwuch  Nước Oligocene, từ một trong những nguồn giếng phun đầu tiên (nằm trong khuôn viên của nhà máy), được sử dụng trong sản xuất rượu vodka. Sự phát triển hơn nữa của nhà máy đã bị gián đoạn do sự bùng nổ của Thế chiến II. Kết quả là, sản xuất bị giảm đáng kể. Trong những năm chiếm đóng, nhà máy thuộc thẩm quyền của Tổng cục độc quyền trong Chính phủ. Sau năm 1944 việc sản xuất bị dừng lại. 

### Thời kỳ hậu chiến
Việc sản xuất không được nối lại cho đến năm 1947. Chỉ sau đó các kế hoạch phục hồi đã được giới thiệu. Các kế hoạch giả định khôi phục cơ sở hạ tầng bị phá hủy trong chiến tranh (chủ yếu là sửa chữa hoặc thay thế máy móc sản xuất) và mua lại công ty bởi "Polmos" của Công ty Warsaw Spirits. Việc sản xuất kéo dài từ những năm 1950 đến thập kỷ gần đây, khi tình trạng tồi tệ hơn của công ty, sự sụt giảm đáng kể trong các vấn đề sản xuất và tài chính, dẫn đến việc kết thúc sản xuất và đóng cửa nhà máy vào năm 2007.

### Thời hiện đại
Với việc mua lại đất bởi BBI Development, ý tưởng về cách phân vùng khu vực của nhà máy cũ đã thay đổi mạnh mẽ. Ý tưởng về Trung tâm Praga Koneser đã ra đời. Dự án bao gồm việc phục hồi và điều chỉnh các tòa nhà hậu công nghiệp và tạo ra các tòa nhà mới được tích hợp hài hòa vào khu vực hồi sinh của nhà máy cũ. Các kế hoạch cũng bao gồm sắp xếp căn hộ áp mái và xây dựng các khu dân cư, văn phòng và thương mại. Việc sử dụng một số tòa nhà nhà máy cũ cho mục đích văn hóa, cũng đang được xem xét.